# 시미즈가와역
시미즈가와역(일본어: 清水川駅)은 일본 아오모리현 히가시쓰가루군 히라나이정에 위치한 아오이모리 철도 아오이모리 철도선의 철도역이다. 이 역은 시점인 메토키 역으로부터 88.5km 떨어져 있으며, 도쿄역부터는 705.8km 만큼 떨어져 있는 역이다.

## 승강장
상대식 승강장 2면 2선 구조의 철도역이며 승강장은 과선교로 이어져 있다.

### 타는 곳
승강장 번호는 없다.
| 번선   | 노선                | 방향 | 행선                            |
| ------ | ------------------- | ---- | ------------------------------- |
| 역사쪽 | ■ 아오이모리 철도선 | 상행 | 노헤지 · 미사와 · 하치노헤 방면 |
| 상대쪽 | ■ 아오이모리 철도선 | 하행 | 아사무시온센 · 아오모리 방면    |

## 역세권 정보
- 국도 제4호선

## 역사
- 1922년 11월 10일: 스미즈가와 신호장으로 업무 개시.
- 1936년 6월 20일: 철도역으로 승격.
- 1962년 4월 1일: 화물 업무 폐지.
- 1985년 3월 14일: 역 사무원 배치 폐지.
- 1987년 4월 1일 : 민영화에 따라, 동일본 여객철도가 계승.
- 2010년 12월 4일 : 도호쿠 신칸센이 신아오모리역까지 연장 개통함에 따라 아오이모리 철도로 이관.

## 인접역
| 아오이모리 철도 ■ 아오이모리 철도선 | 아오이모리 철도 ■ 아오이모리 철도선 | 아오이모리 철도 ■ 아오이모리 철도선 |
| ----------------------------------- | ----------------------------------- | ----------------------------------- |
| 가리바사와 하치노헤 방면            | 보통                                | 고미나토 아오모리 방면              |